# Playa de Sword
Sword, comúnmente conocida como Sword Beach, fue el nombre en clave dado a una de las cinco áreas principales de desembarco a lo largo de la costa de Normandía durante la fase de asalto inicial, Operación Neptuno, de la Operación Overlord, la invasión aliada de la Francia ocupada por los alemanes que comenzó el 6 de junio de 1944. Extendiéndose ocho kilómetros desde Ouistreham hasta Saint-Aubin-sur-Mer, la playa resultó ser el lugar de desembarco más oriental de la invasión después de que se abortara un ataque a una sexta playa, con el nombre en clave Band. Tomar Sword iba a ser responsabilidad del ejército británico con transporte marítimo, barrido de minas y una fuerza de bombardeo naval proporcionada por la Royal Navy británica, así como elementos de las marinas polaca, noruega y otras aliadas.
- Datos: Q1138519
- Multimedia: Sword Beach / Q1138519